# Södermalm
Södermalm (abbreviato anche in Söder, che in italiano non significa altro che sud, e malm che significa minerale quindi (minerale del sud) è un'isola che forma il quartiere meridionale del centro della città di Stoccolma: con una popolazione superiore alle 100 000 unità (2006 ), è uno dei distretti più densamente abitati della Scandinavia.

## Geografia fisica
Södermalm è unita ai quartieri vicini da numerosi ponti, compreso lo Slussen e lo Västerbron, una rete di strade e binari che anche separa il mar Baltico dal lago Mälaren e che lo unisce alla Gamla Stan, la città vecchia. Lo Skanstullsbron la collega invece con il distretto di Johanneshov, a sud.
Amministrativamente, il quartiere è parte della municipalità di Stoccolma: assieme a Gamla Stan  e Hammarby Sjöstad, costituisce dal 2007 una delle 14 circoscrizioni (o distretti) cittadine.

## Storia
Fino all'inizio del XVII secolo, l'area di Södermalm era principalmente una zona rurale e dedicata all'agricoltura: a metà dello stesso secolo vennero pianificate e costruite le prime aree urbane, composte di un amalgama di abitazioni per la classe meno abbiente, come per esempio le piccole case rosse che ancora sono visibili nella zona a nordest, e di case per le vacanze estive delle famiglie più ricche, come il padiglione di Emanuel Swedenborg, al giorno d'oggi compreso nel museo all'aperto Skansen. Il quartiere è spesso soprannominato Söders höjder, qualcosa simile alle altezze di Söder, a causa della topografia del luogo; scogliere ripide e colline rocciose, che forniscono la possibilità di godere di alcuni panorami notevoli sulla capitale. Durante il XVIII secolo, le abitazioni degli operai intorno a Mariaberget, la scogliera che si trova di fronte a  Riddarfjärden, vennero rimpiazzati da edifici più grandi che sono ancora abitati al giorno d'oggi. L'urbanizzazione totale della zona si è avuta solo all'inizio del XX secolo, anche se in qualche piccolo angolo si hanno ancora dei paesaggi tipicamente rurali, come ad esempio i piccoli lotti che si arrampicano sui pendii di Eriksdal.

Per lungo tempo, Södermalm è stata primariamente un'area dedicata alla classe lavoratrice, conosciuta per la sua povertà, quasi fosse uno slum: dopo qualche decennio in cui è stata ricoperta da un'aura quasi romantica, il lento viaggio verso una migliore reputazione è iniziato negli anni settanta - ottanta, fino a essere oggi considerato un luogo alla moda per vivere o passare una serata, potendo vantare dei notevoli centri commerciali e un'ampia gamma di caffè, ristoranti e bar.

In quest'ultimo periodo, invece che essere considerata un quartiere degradato, è frequentata da seguaci della cultura alternativa, quasi una sede del mondo "bohemien" della città di Stoccolma. Contemporaneamente, la continua crescita della domanda di abitazioni, come anche l'imborghesimento delle zone centrali della capitale, rendono sempre più difficile e costoso l'acquisto di un appartamento in questo quartiere. Come in molti altri casi, quello che una volta era un distretto operaio è ora un'area per privilegiati.

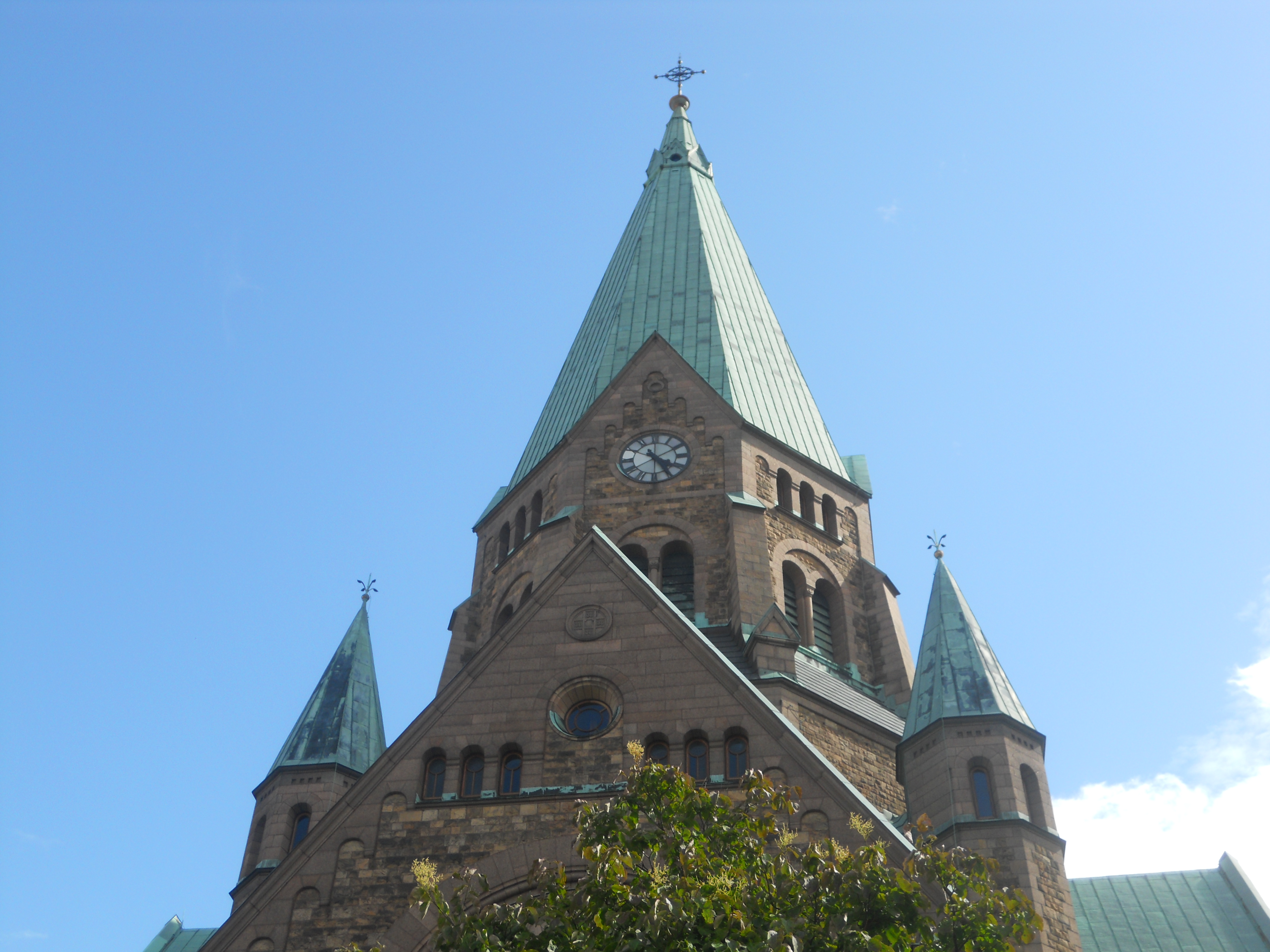
Sofia Kirche, nel quartiere di Sodermalm
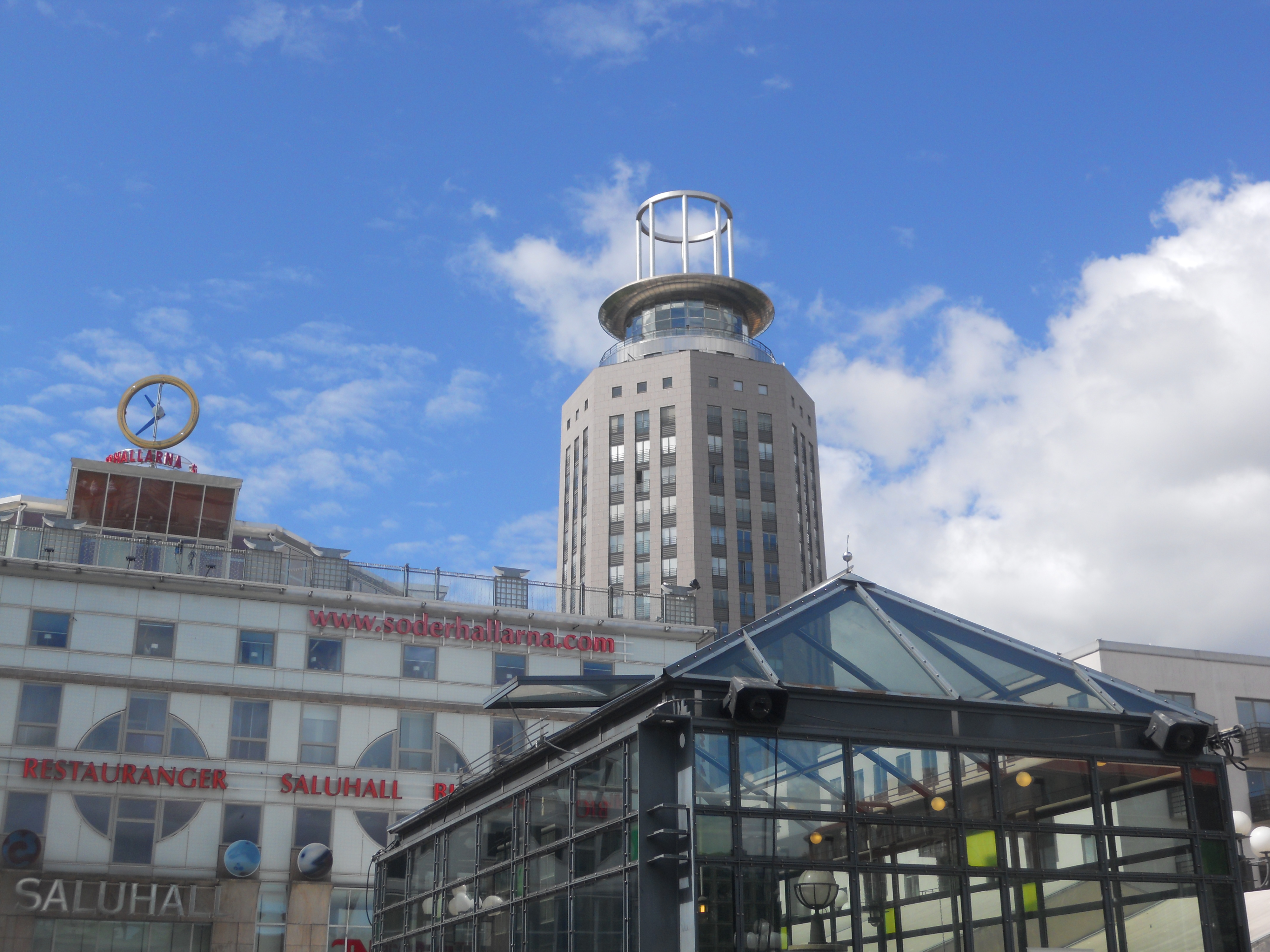
Centro commerciale a Sodermalm

## Poesia e letteratura
- Le canzoni e i poemi del poeta e autore Carl Michael Bellman, nato e cresciuto nel quartiere, sono inframezzate di citazione su luoghi, soprattutto bar e giardini, della sua vita.
- Il conosciuto primo paragrafo della novella satirica di August Strindberg La camera rossa descrive Stoccolma come se fosse vista da Mosebacke, una zona nel nordest di Södermalm, dove ha luogo buona parte della narrazione.